# 1919 (numero)
Millenovecentodiciannove (1919) è il numero naturale dopo il 1918 e prima del 1920.

## Proprietà matematiche
- È un numero dispari.
- È un numero composto da 4 divisori: 1, 19, 101, 1919. Poiché la somma dei suoi divisori (escluso il numero stesso) è 121 < 1919, è un numero difettivo.
- È un numero semiprimo.
- È un numero nontotiente in quanto dispari e diverso da 1.
- È un numero di Ulam.
- È un numero ondulante nel sistema numerico decimale.
- È un numero congruente.
- È un numero intero privo di quadrati.
- È un numero malvagio.
- È parte delle terne pitagoriche (380, 1881, 1919), (1919, 4920, 5281), (1919, 18180, 18281), (1919, 96900, 96919), (1919, 1841280, 1841281).

## Astronomia
- 1919 Clemence è un asteroide della fascia principale del sistema solare.

## Astronautica
- Cosmos 1919 è un satellite artificiale russo.